# 장지원 (피아니스트)
장지원(1977년 4월 9일 ~ )은 대한민국의 남성 피아니스트이며, 대학 강사이다. 2020년~2021년 '트롯 전국체전'의 거의 모든 경연곡을 편곡하였다.

## 데뷔
- 2000년 시리우스 1집 앨범 [Cross road]

## 학력
- 1996 ~ 2000 서울예술대학교 실용음악과

## 경력
- 밴드 '시리우스' 멤버
- 밴드 '모비딕' 멤버
- 2001 ~ 2004 서울재즈아카데미 재즈피아노과 강사
- 2005 ~ 2006 추계예술대학교 강사
- 밴드 '노이즈 일레븐' 멤버
- 2020 ~ 2021 '트롯 전국체전' 편곡 담당
- 2020 진성 <보릿고개> 편곡